# Brian Philley
John Brian Philley (Saskatoon; 15 de agosto de 1926-Vancouver; 30 de agosto de 2002) fue un futbolista canadiense que jugaba como delantero.

## Clubes
| Club                   | País   | Año       |
| ---------------------- | ------ | --------- |
| Vancouver St. Andrews  | Canadá | 1942-1943 |
| North Shore United     | Canadá | 1943-1944 |
| Vancouver St. Saviours | Canadá | 1944-1948 |
| Vancouver St. Andrews  | Canadá | 1948-1950 |
| North Shore United     | Canadá | 1950-1951 |
| Vancouver City         | Canadá | 1951-1957 |
| Vancouver St. Andrews  | Canadá | 1958      |
| Vancouver City         | Canadá | 1959      |
| Westminster Royals     | Canadá | 1959-1961 |
| Vancouver City         | Canadá | 1962-1963 |